# Rodelbahn Gutach
Rodelbahn Gutach (Nederlands:Rodelbaan Gutach) is een alpine Coaster in het Duitse Gutach.
De baan is 1450 meter lang, waarvan 300 meter lift hill die overigens uit drie delen bestaat. Tijdens de rit passeert men verschillende baanelementen waaronder meerdere helices en twee tunnels. Halverwege de baan wordt de snelheid van het passerende voertuig gemeten en tegelijkertijd een onride foto gemaakt.
Tijdens de rit dragen de bezoekers een veiligheidsgordel. Per voertuig is plaats voor maximaal twee personen. In de lift hill zit een terugrolbeveiliging gebouwd en voor het station wordt het voertuig automatisch afgeremd.